# Деббі-Енн Перріс-Таймс
Дебора-Енн «Деббі-Енн» Перріс-Таймс (англ. Deborah-Ann "Debbie-Ann" Parris-Thymes; нар. 24 березня 1973) — ямайська легкоатлетка, яка спеціалізувалася на спринті та бар'єрному бігу.

## Спортивні досягнення
Фіналістка (4-е місце) олімпійських змагань з бігу на 400 метрів з бар'єрами (1996). На Олімпіаді 2004 року у змаганнях з бігу на 400 метрів з бар'єрами зупинилась на півфінальній стадії.
Чемпіонка світу з естафетного бігу 4×400 метрів (2001). Фіналістка трьох чемпіонатів світу з бігу на 400 метрів з бар'єрами — 5-і місця у 1997 та 2001 і 8-е місце у 1999.
Срібна призерка чемпіонату світу серед юніорів з естафетного бігу 4×400 метрів (1992).
Срібна (2002) та бронзова (1994) призерка Ігор Співдружності з бігу на 400 метрів з бар'єрами.
Чемпіонка Універсіади з бігу на 400 метрів з бар'єрами (1993).
Чемпіонка Ямайки з бігу на 400 метрів з бар'єрами (2001, 2002, 2004, 2005).